# Igrzyska Południowego Pacyfiku 1971
Igrzyska Południowego Pacyfiku 1971 – (ang. South Pacific Games 1971), czwarta edycja Igrzysk Południowego Pacyfiku, która odbyła się w dniach 25 sierpnia - 5 września 1971 roku w stolicy Tahiti, Papeete. Trzeci raz z rzędu zwycięzcą tabeli medalowej została Nowa Kaledonia. Podczas igrzysk zostało pobitych 17 z 22 męskich ówczesnych rekordów lekkoatletycznych.

## Dyscypliny
- Koszykówka  (szczegóły)
- Lekkoatletyka  (szczegóły)

## Tabela medalowa
| Tabela medalowa |                           |    |    |    |         |
| Poz.            | Państwo                   |    |    |    | Łącznie |
| 1               | Nowa Kaledonia            | 33 | 32 | 27 | 92      |
| 2               | Papua-Nowa Gwinea         | 28 | 28 | 21 | 77      |
| 3               | Polinezja Francuska       | 22 | 24 | 24 | 70      |
| 4               | Fidżi                     | 16 | 17 | 13 | 46      |
| 5               | Samoa Zachodnie           | 9  | 3  | 5  | 17      |
| 6               | Tonga                     | 4  | 3  | 4  | 11      |
| 7               | Guam                      | 2  | 3  | 8  | 14      |
| 8               | Wallis i Futuna           | 2  | 1  | 6  | 9       |
| 9               | Samoa                     | -  | 2  | 12 | 14      |
| 10              | Wyspy Salomona            | -  | 2  | 2  | 4       |
| 11              | Wyspy Cooka               | -  | 2  | 2  | 4       |
| 12              | Wyspy Gilberta i Lagunowe | -  | -  | -  | 0       |
| 13              | Nauru                     | -  | -  | -  | 0       |